# Hierarchical Data Format
Hierarchical Data Format (HDF, HDF4, ou HDF5) nome para um conjunto de formatos de arquivos e bibliotecas criadas para organização e armazenamento de grandes quantidades de dados numéricos. Originalmente desenvolvido pelo National Center for Supercomputing Applications, atualmente é mantido pela entidade, sem fins lucrativos, HDF Group, cuja missão é garantir o desenvolvimento das tecnologias em torno do HDF.
A biblioteca, o formato HDF e ferramentas relacionadas estão disponível sob uma licença aberta, semelhante à BSD. HDF recebe apoio de várias plataformas de software, comerciais e não-comerciais, como Java, Python, MATLAB, IDL, e R. As duas principais versões do  HDF são HDF4 e HDF5, bastante diferentes em estrutura e API. HDF é composto basicamente pela biblioteca, utilitário de linha de comando, ferramenta de teste, interface Java e pelo HDF Viewer.